# Вајтстон Логинг Камп (Аљаска)
Вајтстон Логинг Камп (енгл. Whitestone Logging Camp) насељено је место без административног статуса у америчкој савезној држави Аљаска.

## Демографија
По попису из 2010. године број становника је 17, што је 99 (-85,3%) становника мање него 2000. године.
| Група             | 2000.       | 2010.     |
| Белци             | 107 (92,2%) | 4 (23,5%) |
| Афроамериканци    | 0 (0,0%)    | 0 (0,0%)  |
| Азијати           | 1 (0,9%)    | 0 (0,0%)  |
| Хиспаноамериканци | 0 (0,0%)    | 1 (5,9%)  |
| Укупно            | 116         | 17        |